# Malpartida de Cáceres
Malpartida de Cáceres est une commune de la province de Cáceres dans la communauté autonome d'Estrémadure en Espagne.

## Culture et patrimoine

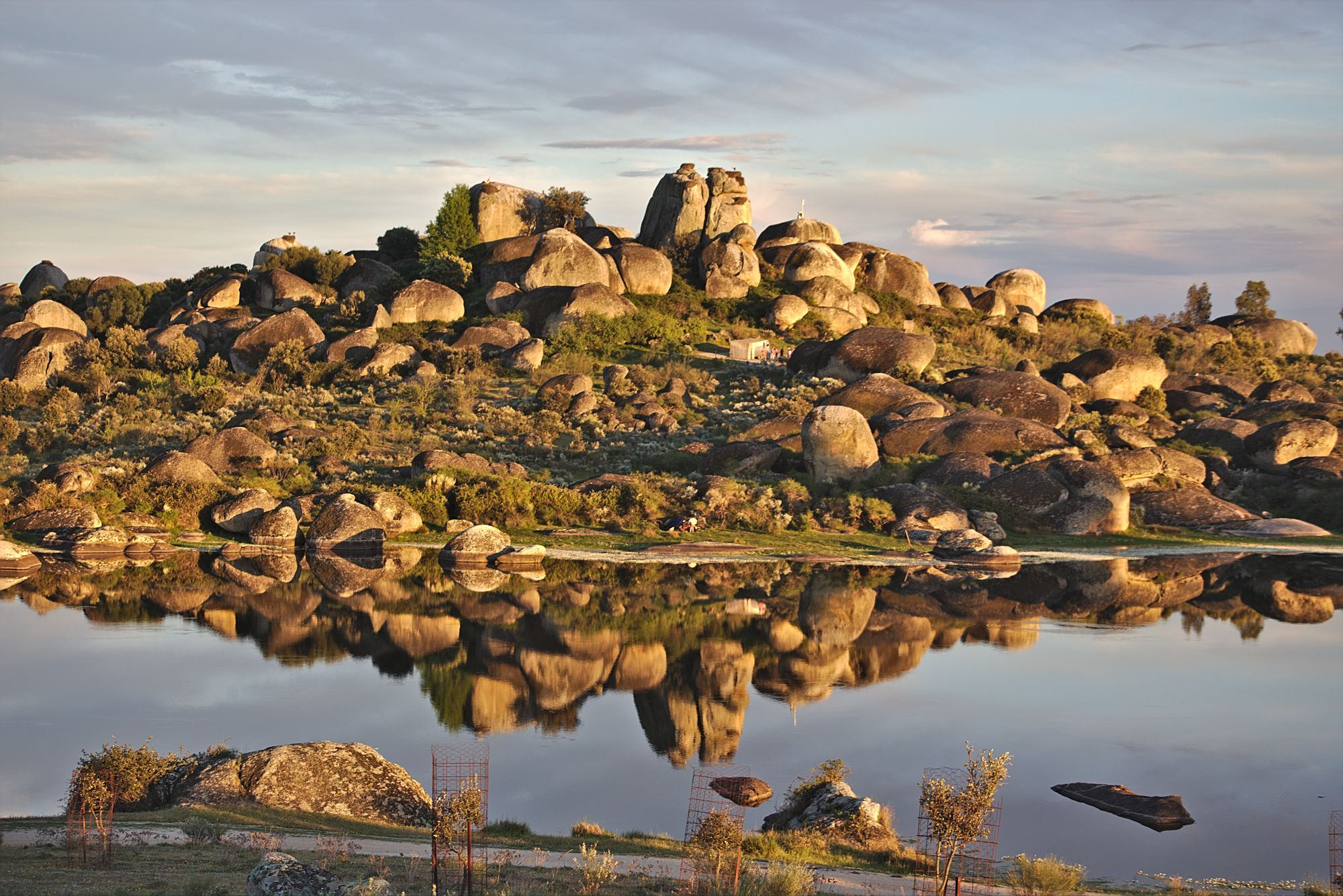
Paysage aux Barruecos.